# USS Chase (DD-323)
USS Chase (DD-323) là một tàu khu trục lớp Clemson được Hải quân Hoa Kỳ chế tạo vào cuối Chiến tranh Thế giới thứ nhất. Nó là chiếc tàu chiến đầu tiên của Hải quân Hoa Kỳ được đặt cái tên USS Chase và là chiếc duy nhất được đặt theo tên Reuben Chase (1754-1824), một sĩ quan hải quân từng tham gia cuộc Chiến tranh Cách mạng Hoa Kỳ. Chase ngừng hoạt động năm 1930 và bị tháo dỡ năm 1931 nhằm tuân thủ quy định hạn chế vũ trang của Hiệp ước Hải quân London.

## Thiết kế và chế tạo
Chase được đặt lườn vào ngày 5 tháng 5 năm 1919 tại xưởng tàu Union Iron Works của hãng Bethlehem Shipbuilding Corporation ở San Francisco, California. Nó được hạ thủy vào ngày 2 tháng 9 năm 1919, được đỡ đầu bởi bà J. A. Annear; và được đưa ra hoạt động vào ngày 10 tháng 3 năm 1921 dưới quyền chỉ huy của Hạm trưởng, Thiếu tá Hải quân C. E. Battle, Jr..

## Lịch sử hoạt động
Hoạt động chủ yếu dọc theo vùng bờ Tây Hoa Kỳ, Chase tham gia các hoạt động huấn luyện và cơ động hạm đội. Nó tham dự cuộc Duyệt binh Hạm đội Tổng thống tại Seattle, Washington vào năm 1923, và đến năm 1927 đã hoạt động tại vùng biển Nicaragua để bảo vệ những lợi ích của Hoa Kỳ vào lúc diễn ra cuộc nội chiến tại đây. Vào năm 1928, nó thực hiện chuyến đi đến vùng quần đảo Hawaii với nhân sự Hải quân Dự bị để huấn luyện, và vào năm 1929 đã hoạt động ngoài khơi San Diego, California cùng các tàu sân bay Saratoga (CV-3) và Lexington (CV-2), giúp vào việc phát triển hoạt động của không lực hải quân Hoa Kỳ.
Được chỉ định để tháo dỡ theo những điều khoản của Hiệp ước Hải quân London, Chase được cho xuất biên chế tại San Diego vào ngày 15 tháng 5 năm 1930 và bị tháo dỡ vào năm 1931.